# Kamen Rider Black
Kamen Rider BLACK (jap. 仮面ライダーBLACK Kamen Raidā Burakku; Czarny Kamen Rider) – japoński serial tokusatsu, ósma odsłona serii Kamen Rider. Serial powstał przy współpracy Ishimori Productions oraz Toei Company. Emitowany był na kanale MBS i TBS od 4 października 1987 do 9 października 1988 roku, liczył 51 odcinków. Z bardzo dramatyczną fabułą przedstawiającą tragiczny związek Kamen Ridera z jego arcywrogiem serial zyskał popularność nie tylko w Japonii, ale także w wielu krajach, w których został wyemitowany. Jest często uważany za klasykę telewizji oraz za najbardziej popularny program z serii Kamen Rider z lat 80., jak również najbardziej znany ze wszystkich Kamen Riderów z okresu Shōwa. Kamen Rider BLACK RX jest bezpośrednią kontynuacją tego serialu. Adaptacja mangi zatytułowana jest Kamen Rider Black (jap. 仮面ライダーBlack Kamen Raidā Burakku).

## Opis fabuły
Zła organizacja Gorgom (ゴルゴム Gorugomu) zamierza zniszczyć ludzkość za pomocą mutantów. Wśród jej członków panuje kult Króla Stworzenia, potężnej istoty, która według nich dąży do rządów nad całym wszechświatem. Co 50 tysięcy lat jeden Król Stworzenia umiera i Gorgom musi wybrać jego następcę. Warunkiem jest, że kandydat urodził się w dzień zaćmienia Słońca. Ten zaś poprowadzi ich do wytępienia ludzi i przejmie całkowitą władzę nad wszystkim.
19 lat przed akcją serialu, w dzień zaćmienia słońca rodzą się Nobuhiko Akizuki i Kōtarō Minami. Trzy lata później rodzice Kōtarō zostają zamordowani przez Gorgom, wskutek czego chłopiec trafia pod opiekę doktora Akizuki'ego i wychowuje się wraz ze swoim przybranym bratem bliźniakiem. Radosne chwile chłopców trwały do dnia, gdy obydwaj skończyli 19 lat. Na imprezie zorganizowanej dla nich przez ojca pojawia się chmara koników polnych. Kōtarō i Nobuhiko podczas ucieczki od chmary zostają porwani przez trójkę mnichów Gorgomu, którzy następnie w ukrytych laboratoriach wszczepiają w ich ciała Królewskie Kamienie i zmieniają ich w cyborgi, które muszą wyewoluować. W ostatniej chwili na miejsce przybywa doktor Akizuki, który stara się uratować synów, jednak tylko Kōtarō udało się zbiec. Podczas ucieczki, chłopak zostaje ponownie odnaleziony przez mnichów i po brutalnym pobiciu przemienił się w czarnego mutanta podobnego do konika polnego. Chłopak odkrywa później, że za całą sprawą stał też dr. Akizuki, który wyjawił mu o swoich powiązaniach z Gorgomem, a także o oszustwie, jakie wobec niego dokonali jego członkowie. Po chwili dwójka zostaje napadnięta przez grupę mutantów. Akizuki ginie a Kōtarō dokonuje przemiany i przyjmuje tytuł Kamen Ridera Blacka. Od tej pory Kōtarō musi ochronić ludzkość od Gorgom a także uratować swojego brata. Gorgom uznaje go za zdrajcę, a w połowie serii dochodzi do przeistoczenia się Nobuhiko w drugiego cyborga, zwanego Shadow Moonem.

## Bohaterowie
- Kōtarō Minami (jap. 南 光太郎 Minami Kōtarō) / Kamen Rider BLACK (jap. 仮面ライダーBLACK Kamen Raidā Burakku)
- Nobuhiko Akizuki (jap. 秋月 信彦 Akizuki Nobuhiko) / Shadow Moon (jap. シャドームーン Shadō Mūn)

### Sojusznicy Kōtarō
- Kyōko Akizuki (jap. 秋月 杏子 Akizuki Kyōko) – młodsza siostra Nobuhiko. Po śmierci ojca pracuje w barze Capitola. Stanowi cel dla Gorgomu w celu wyssania z niej energii życiowej by przyśpieszyć ewolucję jej brata. Początkowo nie była świadoma o tym, że Kōtarō jest Blackiem. Kyōko poznaje prawdę, gdy chłopak ratuje ją od Bilgenii. Widząc przerażającą postać wyewoluowanego Nobuhiko, Kyōko wraz z Katsumi odmawiają mu pomocy w podboju świata i postanawiają wyjechać za granicę.
- Katsumi Kida (jap. 紀田 克美 Kida Katsumi) – dziewczyna Nobuhiko i przyjaciółka Kyōko. Również nieświadoma sekretnej tożsamości Kōtarō, do czasu, gdy dowiedziała się o niej od Kyōko. Gdy jej chłopak przeszedł przemianę w Króla Wieków i pokonał Blacka, Katsumi opuszcza Japonię wraz z Kyōko.
- Masaru Tōdō (jap. 東堂 勝 Tōdō Masaru) – nauczyciel Kōtarō na uniwersytecie, właściciel baru Capitola, w którym pracuje dorywczo Kyōko. Także nie jest świadomy drugiej tożsamości Kōtarō.
- Sōichirō Akizuki (jap. 秋月 総一郎 Akizuki Sōichirō) – przybrany ojciec Kōtarō i biologiczny Nobuhiko. Archeolog, przyjaciel prawdziwych rodziców Kōtarō, który po ich zabójstwie zaopiekował się ich dzieckiem. Ponieważ jego badania były bardzo kosztowne, Akizuki otrzymał ofertę sfinansowania działalności od Gorgomu, pod warunkiem przynależności do organizacji i w przyszłości ofiarowania im swoich dwóch synów. Mimo to Gorgom oszukało naukowca, zaś ten próbował przeszkodzić trzem mnichom Gorgomu przed zmutowaniem Kōtarō i Nobuhiko, jednak dał radę uratować tylko tego pierwszego. Został zabity przez grupkę mutantów po tym, jak wyjawił Kōtarō prawdę o Gorgomie.
- Akira Daimon (jap. 大門 明 Daimon Akira)
- Ryūsuke Taki (jap. 滝 竜介 Taki Ryūsuke)

### Gorgom
Gorgom (ゴルゴム Gorugomu) jest sektą mutantów, która ma na celu terroryzować i zniszczyć ludzkość, a przez to dojść do władzy nad światem. Kult ten jest dowodzony przez Króla Stworzenia, który musi zostać wybrany co 50 tysięcy lat spośród dwójki kandydatów zwanych Królami Wieków. Warunkiem zostania kandydatem jest urodzenie się w dzień zaćmienia Słońca. Następnie kandydatom wszczepia się Kamienie Królewskie (jednemu Kamień Słońca, drugiemu Kamień Księżyca), zaś dwójka ma walczyć między sobą o władzę. Nowym Królem Stworzenia zostaje ten, który zabije drugiego i uzyska jego Kamień Królewski. W 1987 roku kandydatami na to stanowisko wybrano Kōtarō Minamiego i Nobuhiko Akizukiego. Kiedy ten pierwszy zdradził Gorgom, organizacja dąży do jego likwidacji, gdyż stanowi on dla niej realne zagrożenie.
- Król Stworzenia (jap. 創世王 Sōsei Ō) - bliski śmierci przywódca Gorgom, który ma zostać zastąpiony przez zwycięskiego Króla Wieków. Ginie w ostatnim odcinku zabity przez Blacka.
- Trzech Arcykapłanów Gorgom (ゴルゴム三大神官 Gorugomu Sandaishinkan) - zastępcy Króla Stworzenia, organizatorzy walki między Królami Wieku.
  - Darom (jap. ダロム Daromu) – lider trójki Arcykapłanów Gorgom, ma białą twarz oraz zdolność do manipulowania przedmiotami. To on wszczepił Kamienie Królewskie w ciała Kōtarō i Nobuhiko czyniąc ich cyborgami. Posiada niebieski Kamień Niebios, po którego utracie na rzecz wzmocnienia Shadow Moona przybrał swą prawdziwą postać - humanoidalnego trylobita, który może strzelać promieniami z palców i używać swych antenek jak biczy. Po śmierci Baraoma i Bishum, Darom zaatakował Chłopców-Wojowników by sprowokować Kōtarō, jednak po walce z nim zostaje zastąpiony przez Shadow Moona, który zabija swojego brata, po czym wysyła Daroma i Nietoperzomutanta by odnaleźli jego ciało. Mnich odkrył, że Black został wskrzeszony przez Waleniomutanta, którego następnie porywa by po raz kolejny sprowokować Blacka. ten jednak podczas walki osłania Waleniomutanta własnym ciałem i następnie zabija Daroma za pomocą Kopnięcia Ridera.
  - Baraom (jap. バラオム Baraomu) – najsilniejszy z trójki Arcykapłanów Gorgom, ma zieloną kamienną twarz oraz zdolność wystrzeliwania laserów ze swoich mechanicznych rąk. Posiada czerwony Kamień Morza, po którego utracie na rzecz wzmocnienia Shadow Moona przybrał swą prawdziwą postać - humanoidalnego tygrysa szablozębego. W tej formie Baraom może poruszać się z ogromną prędkością i władać ostrzami przypominającymi kły. Po śmierci Bishum postanowił ją pomścić zaciągając do pomocy Waleniomutanta, który następnie go zdradził podczas walki. Ostatecznie Baraom zostaje zabity przez Kopnięcie Ridera Blacka, jednak przed śmiercią mówi mu, że zostanie on zabity przez Shadow Moona.
  - Bishum (jap. ビシュム Bishumu) – jedyna kobieta wśród trójki Arcykapłanów Gorgom, ma połyskującą, biało-czarną twarz oraz zdolność wystrzeliwania promieni z oczu. Posiada czarny Kamień Ziemi, po którego utracie na rzecz wzmocnienia Shadow Moona przybrała swą prawdziwą postać - ludzkiej kobiety skrzyżowanej z pterozaurem. W tej formie może dodatkowo tworzyć małe tornada. Bishum stała się nadmiernie pewna siebie i chciała pokazać, ku ostrzeżeniom od Daroma i Baraoma, że jej plany pozwolą zniszczyć Blacka raz na zawsze. Podczas jej ostatniej walki z Blackiem porwała ona Kyōko i chciała przy pomocy Shadow Moona wyrwać Riderowi Kamień Królewski z brzucha. Ku jej nieszczęściu gdy Shadow Moon wystrzelił zabójczy promień, przytrzymywany przez nią Black uniknął go przez co to Bishum została trafiona ponosząc śmierć na miejscu.
- Bilgenia (jap. ビルゲニア Birugenia) – szermierz, wojownik Gorgom, który narodził się 30 tys. lat temu w dzień zaćmienia Słońca. Z tego powodu rości sobie prawo do sukcesji po Królu Stworzenia, jednak ten uznał, że Bilgenia nie jest godny przejęcia władzy, więc zostaje zamknięty w sarkofagu. Pozostaje tam do 18 odcinka, gdy Król Stworzenia nakazuje go wyzwolić przez mnichów, którzy (a zwłaszcza Baraom) nie są mu przychylni. Jest uzbrojony w miecz i tarczę. By stać się prawowitym kandydatem do objęcia władzy, Bilgenia dąży do pokonania Kōtarō i odebrania mu Kamienia Królewskiego. Jego samowolne działania przyprawiają o kłopoty nie tylko Blacka, ale też sam Gorgom. W 34 odcinku wyciąga z tajnej krypty Szatańską Szablę, jednak kiedy Nobuhiko wyewoluował w 35 odcinku, Bilgenia traci tę broń i uświadamia sobie, że był tylko pachołkiem Króla Stworzenia. Zostaje zabity w pojedynku przez Cień Księżyca.
- Ludzie
- Mutanty (jap. ゴルゴム怪人 Gorugomu Kaijin)

| - Pająkomutanty (jap. クモ怪人 Kumokaijin; 1) - Nietoperzomutant (jap. コウモリ怪人 Kōmorikaijin; 1, 12, 37, 43, 46-49) - Panteromutant (jap. ヒョウ怪人 Hyōkaijin; 2) - Jedwabnikomutant (jap. クワゴ怪人 Kuwagokaijin; 3) - Pchłomutant (jap. ノミ怪人 Nomikaijin; 4) - Kozicomutant (jap. ヤギ怪人 Yagikaijin; 5) - Orłomutant (jap. オオワシ怪人 Ōwashikaijin; 6) - Nosorożcomutant (jap. サイ怪人 Saikaijin; 7) - Cykadomutant (jap. セミ怪人 Semikaijin; 8) - Pszczołomutant (jap. ハチ怪人 Hachikaijin; 9) - Jaszczuromutant (jap. トカゲ怪人 Tokagekaijin; 10) - Kaktusomutant (jap. サボテン怪人 Sabotenkaijin; 11) - Kózkomutant (jap. カミキリ怪人 Kamikirikaijin; 12) - Krabomutant (jap. カニ怪人 Kanikaijin; 13) - Mamutomutant (jap. マンモス怪人 Manmosukaijin; 14) - Żółwiomutant (jap. イワガメ怪人 Iwagamekaijin; 15) - Skorkomutant (jap. ハサミムシ怪人 Hasamimushikaijin, 16) - Tapiromutant (jap. バク怪人 Bakukaijin; 17) - Kotomutant (jap. クロネコ怪人 Kuronekokaijin; 18) - Małpomutant (jap. オニザル怪人 Onizarukaijin; 19) - Zawilcomutant (jap. アネモネ怪人 Anemonekaijin; 20) - Bogatkomutant (jap. タマムシ怪人 Tamamushikaijin; 21) - Osomutant (jap. ツルギバチ怪人 Tsurugibachikaijin; 22) | - Amonitomutant (jap. アンモナイト怪人 Anmonaitokaijin; 23) - Trzonicomutant (jap. シーラカンス怪 Shīrakansukaijin; 24) - Modliszkomutant (jap. カマキリ怪人 Kamakirikaijin; 25) - Bawołomutant (jap. バッファロー怪人 Baffarōkaijin; 26) - Pomrowomutant (jap. イラガ怪人 Iragakaijin; 27) - Skarabeuszomutant (jap. コガネムシ怪人 Koganemushikaijin; 28) - Pancernikomutant (jap. アルマジロ怪人 Arumajirokaijin; 29) - Kalmaromutant (jap. イカ怪人 Ikakaijin; 30) - Jeżomutant (jap. ヤマアラシ怪人 Yamaarashikaijin; 31) - Grzybomutant (jap. キノコ怪人 Kinokokaijin; 32) - Łososiomutant (jap. ベニザケ怪人 Benizakekaijin; 33) - Świerszczomutant (jap. ケラ怪人 Kerakaijin; 37) - Szczuromutant (jap. ネズミ怪人 Nezumikaijin; 38) - Stonogomutant (jap. ムカデ怪人 Mukadekaijin; 39) - Salamandromutant (jap. サンショウウオ怪人 Sanshōuokaijin; 40) - Kobromutant (jap. コブラ怪人 Koburakaijin; 41) - Muchomutant (jap. ハエ怪人 Haekaijin; 42) - Widmomutanty (jap. 亡霊怪人 Hōreikaijin; 42) - Jelonkomutant (jap. クワガタ怪人 Kuwagatakaijin; 43) - Waleniomutant (jap. クジラ怪人 Kujirakaijin; 45, 48-50) - Ciernikomutant (jap. トゲウオ怪人 Togeuokaijin; 50-51) - Kameleomutant (jap. カメレオン怪人 Kamereonkaijin; Film 1) - Rekinomutant (jap. ツノザメ怪人 Tsunozamekaijin; Film 2) |

## Odcinki
1. Black!! Transformacja (jap. BLACK！！変身 Burakku!! Henshin)
2. Impreza dla potworów (jap. 怪人パーティ Kaijin Pāti)
3. Dziwny? Dziwny Cyborg (jap. 怪？怪・改造人間 Kai? Kai Kaizō Ningen)
4. Diabelskie laboratorium (jap. 悪魔の実験室 Akuma no Jikkenshitsu)
5. Uciekaj z labiryntu, Koutarou (jap. 迷路を走る光太郎 Meiro o Hashiru Kōtarō)
6. Tajemnica przepowiedni (jap. 秘密透視のなぞ Himitsu Tōshi no Nazo)
7. Odrodzona biomaszyna (jap. 復元する生体メカ Fukugen Suru Seitai Meka)
8. Diabelski Tryl (jap. 悪魔のトリル Akuma no Toriru)
9. Czerwone usta Bishum (jap. ビシュムの紅い唇 Bishumu no Akai Kuchibiru)
10. Gdzie jest Nobuhiko? (jap. 信彦はどこに？ Nobuhiko wa Doko ni?)
11. Głodne potwory (jap. 飢えた怪人たち Ueta Kaijin-tachi)
12. Narodziny super maszyny (jap. 超マシン伝説誕生 Chō Mashin Densetsu Tanjō)
13. Mama niańką potworów (jap. ママは怪人養育係 Mama wa Kaijin Yōikugakari)
14. Dzień, w którym zniknęły tuńczyki (jap. マグロが消えた日 Maguro ga Kieta Hi)
15. Dziwna akademia na celowniku (jap. 狙われた怪奇学園 Newareta Kaiki Gakuen)
16. Przyjaciel zza oceanu (jap. 友よ！海を越えて Tomo yo! Umi o Koete)
17. Dziwny sen Kyouko (jap. 杏子の不思議な夢 Kyōko no Fushigi na Yume)
18. Bilgenia!! (jap. 剣聖ビルゲニア！！ Kensei Birugenia!!)
19. Piekielna pułapka czasowa (jap. 息づまる地獄の罠 Ikizumaru Jigoku no Wana)
20. Grób Ridera (jap. ライダーの墓場 Raidā no Hakaba)
21. Jazda! Dwie wielkie maszyny (jap. 激突！二大マシン Gekitotsu! Ni Dai Mashin)
22. Cień atakujący tatę (jap. パパを襲う黒い影 Papa o Osō Kuroi Kage)
23. Magiczna moc Marumo (jap. マルモの魔法の力 Marumo no Mahō no Chikara)
24. Koszmar studentki (jap. 女子大生の悪夢 Joshidaisei no Akumu)
25. Wyjący, uzbrojony motor (jap. 爆走する武装メカ Bakusō Suru Busō Meka)
26. Uratować paranormalną dziewczynkę (jap. 超能力少女を救え Chōnōryoku Shōjo o Sukue)
27. Ognista droga (jap. 火を噴く危険道路 Hi o Fuku Kiken Dōro)
28. Skarabeusz prowadzący do piekła (jap. 地獄へ誘う黄金虫 Jigoku e Sasō Koganemushi)
29. Skarb Maską Śmierci (jap. 獲物はデスマスク？ Emono wa Desumasuku?)
30. Aloha do zabójcy! (jap. 暗殺者にアロハ！ Ansatsusha ni Aroha!)
31. Do dzieła! Chłopcy-Wojownicy (jap. 燃えよ！少年戦士 Moe yo! Shōnen Senshi)
32. Śniąca Yuki (jap. 夢少女・ユキ Yume Shōjo Yuki)
33. Rzeka miłości ojca i syna (jap. 父と子の愛の河 Chichi to Ko no Ai no Kawa)
34. Powstań, Książę Piekła (jap. 復活？！地獄王子 Fukkatsu?! Jigoku Ōji)
35. Pojedynek dwóch książąt (jap. 対決！二人の王子 Taiketsu! Futari no Ōji)
36. Walka na miłość i śmierć (jap. 愛と死の宣戦布告 Ai to Shi no Sensen Fukoku)
37. Wspomnienie nieba Yubari (jap. 想い出は夕張の空 Omoide wa Yūbari no Sora)
38. Zagadka? Młodzieżówka partii EP (jap. 謎！？ＥＰ党少年隊 Nazo!? Ī Pī Tō Shōnen Tai)
39. Zła moc idolki (jap. アイドルの毒牙 Aidoru no Dokuga)
40. Sekret mistrza karate (jap. カラテ名人の秘密 Karate Meijin no Himitsu)
41. Niebezpieczny złodziej czasu (jap. あぶない時間泥棒 Abunai Jikan Dorobō)
42. Tokio – Wielkie zebranie potworów (jap. 東京-怪人大集合 Tōkyō – Kaijin Dai Shūgō)
43. Pojedynek potworów! (jap. 怪人牧場の決闘！ Kaijin Bokujō no Kettō!)
44. Podwodna szuflada (jap. タンスの中は海！ Tansu no Naka wa Umi)
45. Śmierć Bishum (jap. 妖花ビシュムの死 Yōka Bishumu no Shi)
46. Śmierć Baraoma (jap. 壮絶バラオムの死 Sōzetsu Baraomu no Shi)
47. Rider umiera (jap. ライダー死す！ Raidā Shisu!)
48. Bukiet wspomnień dla oceanu (jap. 海に追憶の花束を Umi ni Tsuioku no Hanataba o)
49. Wielka walka! Śmierć Daroma (jap. 激闘！ダロムの死 Gekitō! Daromu no Shi)
50. Prawdziwa twarz Króla Stworzenia? (jap. 創世王の正体は？ Sōsei Ō no Shōtai wa?)
51. Ostatni dzień Gorgomu (jap. ゴルゴム最期の日 Gorugomu Saigo no Hi)

## Media

### Manga
Mangowa adaptacja serialu pt. Kamen Rider Black (jap. 仮面ライダーBlack Kamen Raidā Burakku) była publikowana w magazynie Shūkan Shōnen Sunday w latach 1987-1988. Rozdziały zostały zebrane i wydane w 3 tomach przez Shōgakukan 17 września 1998 roku.

### Odcinki specjalne
- 1987: Kore ga Kamen Rider Black (jap. これが仮面ライダーBLACKだ!! Kore ga Kamen Raidā Burakku da!!) – został on wyemitowany na tydzień przed pierwszym odcinkiem, przedstawia głównego bohatera Kamen Rider Black.

- 1988: Kamen Rider 1 Through RX: Big Gathering (jap. 仮面ライダー1号～RX大集合 Kamen Raidā Ichigō~Āru Ekkusu Daishūgō) – odcinek przedstawia wszystkich bohaterów, od Kamen Ridera 1 do ZX i wprowadza nową postać Kamen Rider BLACK RX.

### Filmy
- Kamen Rider Black: Onigashima e kyūkō seyo (jap. 仮面ライダーＢＬＡＣＫ　鬼ヶ島へ急行せよ Kamen Raidā Burakku Onigashima e Kyūkō seyo)

Premiera: 12 marca 1988 r.
- Kamen Rider Black: Kyōfu! Akumatōge no kaijinkan (jap. 仮面ライダーＢＬＡＣＫ　恐怖!悪魔峠の怪人館 Kamen Raidā Burakku Kyōfu! Akumatōge no kaijinkan)

Premiera: 9 lipca 1988 r.

### Muzyka
Opening
- "Kamen Rider Black" (jap. 仮面ライダーBLACK Kamen Raidā Burakku)

Słowa: Yōko Aki (jap. 阿木 燿子 Aki Yōko)
Kompozycja: Ryūdō Uzaki (jap. 宇崎 竜童 Uzaki Ryūdō)
Aranżacja: Eiji Kawamura (jap. 川村 栄二 Kawamura Eiji)
Wykonanie: Tetsuo Kurata
Ending
- "Long Long Ago, 20th Century"

Słowa: Yōko Aki
Kompozycja: Ryūdō Uzaki
Aranżacja: Eiji Kawamura
Wykonanie: Norio Sakai

## Obsada
- Kōtarō Minami/Kamen Rider Black: Tetsuo Kurata
  - Kamen Rider Black (kostium): Jirō Okamoto
- Nobuhiko Akizuki: Takahito Horiuchi
  - Shadow Moon (głos): Masaki Terasoma
- Kyōko Akizuki: Akemi Inoue
- Katsumi Kida: Ayumi Taguchi
- Król Stworzenia (głos): Takeshi Watabe
- Darom (głos): Shōzō Iizuka
- Baraom: (głos): Toshimichi Takahashi
- Bishum: Hitomi Yoshii
- Bilgenia: Jun Yoshida